# Sulina (kommun)
Sulina är en kommun i Brasilien.   Den ligger i delstaten Paraná, i den södra delen av landet, 1 200 km söder om huvudstaden Brasília. Antalet invånare är 3 394.
Omgivningarna runt Sulina är en mosaik av jordbruksmark och naturlig växtlighet. Runt Sulina är det ganska glesbefolkat, med 22 invånare per kvadratkilometer.